# Grotella parvipuncta
Grotella parvipuncta là một loài bướm đêm thuộc chi Grotella, trong họ Noctuidae.Loài này được tìm thấy ở Bắc Mỹ, bao gồm New Mexico, nơi đặc trưng của nó.
Sải cánh dài khoảng 22 mm.